# Anieme
ANIEME es la Asociación Nacional de Industriales y Exportadores de Muebles de España.

## Historia
Fundada en el año 1977, es una Asociación sin ánimo de lucro reconocida por el Ministerio de Industria, Turismo y Comercio como entidad Colaboradora de la Administración Pública y reconocida como interlocutor entre la Administración y el sector del mueble.
Gestiona y organiza desde 1988 el Plan Sectorial del Mueble Español en colaboración con ICEX (Instituto de Comercio Exterior de España). La Junta Directiva de ANIEME está compuesta únicamente por fabricantes de muebles, quienes marcan las líneas de actuación de la Asociación.

## Objetivo
Su objetivo es potenciar la presencia del mueble español en los mercados internacionales. Para ello, gestiona acciones comerciales e información de mercados exteriores.
Las empresas que forman parte de ANIEME son fabricantes de muebles españoles con interés en la internacionalización.

## Mueble de España
La marca de ANIEME en el exterior es MUEBLE DE ESPAÑA. Bajo esta marca, están representadas en los mercados internacionales todas las empresas que pertenecen a la Asociación.
ANIEME tiene su sede principal en Valencia, donde se concentra el mayor núcleo productivo del mueble del país. 